# Carmeniu
Carmeniu es una localidad española del municipio de Montferrer i Castellbò, perteneciente a la provincia de Lérida, en la comunidad autónoma de Cataluña

## Historia
Hacia mediados del siglo XIX, el lugar formaba parte del valle de Castellbó. Aparece descrito en el quinto volumen del Diccionario geográfico-estadístico-histórico de España y sus posesiones de Ultramar de Pascual Madoz de la siguiente manera:

CARMENIU: l. que forma parte del valle de Castellbó en el cual se halla enclavado, en la prov.de Lérida, part. jud., dióc. y adm. de rent. de Seo de Urgel, aud. terr. y c. g. de Cataluña (Barcelona): se halla sit. á la der. del r. Segre en el valle mencionado: le combaten todos los vientos, y el clima aunque bastante frio, es saludable. El terreno montuoso y poblado de bosques en algunas partes, en otras es tenaz, y en otras flojo. En cuanto á prod., las mismas que en todo el valle, con el cual contribuye en lo municipal, civil y económico, y en lo ecl. depende de Turbias. pobl., riqueza y contr. con la cap. del valle (V.).
(Madoz, 1846, p. 570)

En 2023 tanto la entidad de singular como el núcleo de población de Carmeniu, pertenecientes al municipio de Montferrer i Castellbò, tenían empadronado 1 habitante.